# Блюміна Ірина Михайлівна
Ірина (Фаня) Михайлівна Блю́міна (5 жовтня 1924, Тараща — 3 лютого 2005, Київ) — український мистецтвознавець, кандидат мистецтвознавства з 1969 року; член Спілки радянських художників України з 1967 року та Спілки журналістів України з 1975 року. Заслужений діяч мистецтв України з 1996 року. Дружина мистецтвознавця Леоніда Владича.

## Біографія

Могила Леоніда Владича і Ірини Блюміної.

Народилася 5 жовтня 1924 року в місті Таращі (тепер Київська область, Україна). 1948 року закінчила Київський університет. Протягом 1948—1958 років працювала науковим співробітником у Київському музеї західного та східного мистецтва; у 1960—1983 роках старшим науковим редактором Головної редакції Української радянської енциклопедії.
Жила в Києві, в будинку на вулиці Червоноармійській № 51, квартира № 32. Померла в Києві 3 лютого 2005 року. Похована на Байковому цвинтарі, поруч із чоловіком.

## Наукова діяльність
Працювала в галузі художньої критики та мистецтвознавства. Досліджувала українське та зарубіжне образотворче мистецтво. Була упорядницею:
- альбомів про Тетяну Голембієвську, Василя Касіяна, Олесандра Пащенка, Степана Кошового, Володимира Синицького, Адольфа Страхова;
- книжок-спогадів (автор вступних статей до них) про Миколу Глущенка, Олександра Пащенка, Карпа Трохименка, Олексія Шовкуненка;
- каталогів до виставок Федора Коновалюка, Олександра Лопухова, Георгія Меліхова, Яна Станіславського, Володимира Чуприни.

Авторка:
- статей:
  - «Ян Станіславський», журнал «Искусство», 1957, № 8;
  - «Він малював Леніна», журнал «Мистецтво», 1963, № 2;
  - «Революцією покликана», журнал «Мистецтво», 1967, № 1;
  - «В. В. Різниченко (Велентій) — художник і поет. З історії української сатиричної графіки періоду революції 1905—1907 рр.» (1969);
  - «Живі традиції. Художники про себе і свою творчість» (1985, у співавторстві);
  - «Іван Пархоменко» (1987);
  - «Олексій Шовкуненко та його учні» (1994);
  - «Реалізм та соціалістичний реалізм в українському живописі радянського часу» (1998, у співавторстві).
- сценаріїв до теле- та радіопередач;
- розвідок у періодиці, зокрема у журналах «Вітчизна», «Україна», «Образотворче мистецтво», «Искусство», «Творчество».
- статтей в Українській радянській енциклопедії першого та другого видання, Енциклопедії сучасної України та енциклопедіях інших країн.